# زیردریایی فلوتو
زیردریایی فلوتو (به انگلیسی: Italian submarine Flutto) یک زیردریایی بود که طول آن ۶۳٫۱۵ متر (۲۰۷ فوت ۲ اینچ) بود. این زیردریایی در سال ۱۹۴۲ ساخته شد.